# Щерба Сергій Петрович
Щерба Сергій Петрович (22 вересня 1938 , Клинок, Вигоницьке міське поселенняd ) - доктор юридичних наук, професор, член міжнародної асоціації кримінального права (МАУП), видатний вчений-юрист, нагороджений орденом ООН та Європейського комітету з нагород і премій «діяння на благо народів».

## Життєпис
Сергій Петрович Щерба народився 22 вересня 1938 року в с. Клинок Брянської області.
В 1964 році з відзнакою закінчив Саратовський юридичний інститут. Ще будучи студентом проявив здатність до наукової діяльності та підготував і видав дві актуальні наукові статті з проблем захисту дітей.
З 1965 по 1976 рік працював старшим слідчим прокуратури м. Кишинів та прокурором відділу Прокуратури Молдови.
В 1971 р. в Саратовському юридичному інституті захистив кандидатську дисертацію на тему « Досудове розслідування у справах осіб з фізичними і психічними недоліками».
В 1976 році став працювати у Всесоюзному науково-дослідному інституті МВС СРСР, де пройшов шлях від старшого наукового співробітника до керівника Науково-дослідної лабораторії з проблем кримінального законодавства та розслідування злочинів.
Займаючись науковою роботою створив свою інтернаціональну наукову школу з проблем кримінального процесу.
Першим його учнем став  Тертишник Володимир Митрофанович ( наразі доктор юридичних наук України, професор Університету митної справи та фінансів у м. Дніпро), який під керівництвом С. П. Щерби в 1987 року захистив дисертацію на здобуття вченого ступеня кандидата юридичних наук на тему «Проблеми збирання та дослідження речових доказів на початковому етапі розслідування».
З 1998 г. — Щерба С. П. працює завідувачем відділом порівняльного правознавства Інституту проблем зміцнення законності та правопорядку при Генеральній прокуратурі РФ, а з травня 2007 г. завідувач відділом проблем правового регулювання міжнародного співробітництва органів і установ прокуратури, зарубіжного досвіду забезпечення законності и правопорядку НДІ Академії Генеральної прокуратури РФ.
Сергій Петрович Щерба підготував понад 300 наукових праць, серед яких 40 монографій, підручників, посібників та коментарів законодавства. Є співавтором п’яти видань підручника « Кримінальний процес» та курсу криміналістики в двох томах.
Серед найбільш відомих праць вченого можна назвати: «Дієве каяття в скоєнні злочину» (1997 р.), «Злочини, які посягають на культурні цінності: кваліфікація та розслідування» (2002 р.) тощо.
Безпосередньо брав участь у розробці Модельного Кримінально-процесуального кодексу для СНГ, Конвенції про правову допомогу і правові відносини в цивільних, сімейних та кримінальних справах» (1993, 2002); Угоди держав — учасників СНГ про попередження правопорушень в сфері інтелектуальної власності (1998), Про захист учасників кримінального процесу (2002)та інших.
Сергій Петрович Щерба – вчений і вчитель з великої букви, який щиро ділиться своїм досвідом та ідеями зі своїми учнями, надає суттєву методологічну допомогу в їх наукових пошуках. Під його керівництвом підготовлена ціла плеяда фахівців високого класу, вчених-процесуалістів та криміналістів; 26 кандидатів юридичних наук і 7 докторів наук, які наразі працюють в Україні, Молдові, Казахстані, Білорусі. 
Серед його наукової школи відомі вчені-юристи: Зайцев Олег Олександрович – доктор юридичних наук, професор, проректор з наукової роботи Московської академії економіки і права; Єгоров Микола Миколайович – доктор юридичних наук, професор; Приданов Сергій Анатолійович – кандидат юридичних наук; Савкін Олександр Васильович – доктор юридичних наук, професор; Тертишник Володимир Митрофанович – доктор юридичних наук, професор. Академік АПН України; Цоколов Ігор Афанасович – доктор юридичних наук, професор, генерал-майор юстиції ті інші.
Сергій Петрович Щерба – видатний науковець, блискучий організатор юридичної науки, працьовитий автор та талановитий педагог, зусиллями якого вихована плеяда відомих фахівців права.  

## Основні праці
- Расследование и судебное разбирательство по делам лиц, страдающих физическими или психическими недостатками. — 1975.
- Исполнение наказания в виде лишения свободы в отношении инвалидов. — 1982.
- Расследование убийств, совершенных несовершеннолетними. — 1982.
- Социально-негативные явления в ВТК и борьба с ними. — 1985.
- Рассмотрение органами дознания заявлений и сообщений о преступлениях. — 1987.
- Участие переводчика на предварительном следствии и дознании. — 1993.
- Осмотр места происшествия по делам о кражах из культовых зданий. — 1995.
- Охрана прав потерпевших и свидетелей по уголовным делам. — 1996.
- Деятельное раскаяние в совершенном преступлении. — 1997.
- Применение на предварительном следствии Федерального закона о содержании под стражей подозреваемых и обвиняемых. — 1997 (в том числе отв. ред.)
- Уголовно-правовая охрана предметов и документов, имеющих историческую, научную, художественную или культурную ценность. — 2000 (в том числе отв. ред.).
- Охрана прав беспомощных по уголовным делам. — 2001, 2002.
- Влияние миграционных процессов на состояние преступности в государствах — участниках СНГ. — М., 2001 (научн. ред. и главы)
- Расследование фальшивомонетничества. — 2002.
- Преступления, посягающие на культурные ценности России: квалификация и расследование. — 2002.
- Домашняя юридическая энциклопедия «Защити себя сам». — 1997 (9 глав).
- Руководство для следователей. Расследование преступлений. — 1997 (1 глава).
- Руководство для следователей. Расследование преступлений в сфере экономики. — 1999 (2 главы).
- Учебник уголовного процесса. — 1998, 2000, 2001, 2002 (5 глав).
- Комментарий к УПК РСФСР и УПК РФ. — 1999, 2000, 2002, 2003 (10 глав).
- Руководство для следователей. Квалификация и расследование тяжких и особо тяжких преступлений. — 2000 (научн. ред. и авт. 2-х глав).
- Тертышник В., Щерба С. Концептуальная модель системы принципов уголовного процесса России и Украины в свете сравнительного правоведения. Уголовное право. Москва. 2001.  №4.  С.73-76.
- Учебник криминалистики. — 2002 (1 глава).
- Уголовный процесс / Божьев В.П., Бобров В.К., Булатов Б.Б., Кондратов П.Е., Доля Е.А., Москалькова Т.Н., Николюк В.В., Щерба С.П., Гаврилов Б.Я., Образцов А.В., Красильников А.В., Малышева О.А., Хитрова О.В. Учебник. Академический курс, 7-е издание, переработанное и дополненное (2019).
- Комментарий к уголовно-процесуальному кодексу Российской федерации. Под общей редакцией О.С. Капинус, науч. редактор С. П. Щерба (2021).
- Дискреционные полномочия прокурора в досудебном производстве России и других стран СНГ / Щерба С.П., Ларина А.В. (2021).

| Україна Право Наука Біографії |